# Parasphena cheranganica
Parasphena cheranganica är en insektsart som beskrevs av Boris Petrovich Uvarov 1938. Parasphena cheranganica ingår i släktet Parasphena och familjen Pyrgomorphidae. Inga underarter finns listade i Catalogue of Life.